# Ubroek
Ubroek (Limburgs:  't Ubrook) is een buurt in het stadsdeel Blerick in de gemeente Venlo, in de Nederlandse provincie Limburg. De buurt telde 20 inwoners (2023, CBS), maar is door uitbreiding aanzienlijk gegroeid. Er is een carnavalsvereniging D'n Duikelaer, een buurtvereniging en een voetbalclub genaamd VCH (VoetbalClub Horsterweg).

## Geschiedenis
Na de Tweede Wereldoorlog werden houten noodwoningen gebouwd in de buurt van de Sint Anna-kapel, lokaal bekend als "'t greun dörp". Van die noodwoningen is alleen het wijkgebouw lange tijd blijven staan. Dit gebouw deed dienst als kerk en als buurthuis. Na een brand is het gebouw door de buurtbewoners vervangen door een nieuw wijkgebouw, opgetrokken uit steen.
Het Ubroek was vroeger zelfvoorzienend met een kolenboer, groenteboer, twee grutters, kaashandel, melkboer, bloemisterij, diverse tuinbouwbedrijven, vier cafés, fietsreparatiebedrijf, kapper, garagebedrijf, aannemersbedrijf en een hotel/restaurant genaamd Huize Clara.

## Natuur
Het Ubroek was vroeger een vlakte met tuinderijen, paarden- en koeienweiden tot aan de bossen, de Wienkelder, in het noorden en de Maas in het oosten. In de tijd dat de Maas nog niet beteugeld was, liepen bij hoog water de weiden onder en ook de beken tot aan de huizen van de Horsterweg. Midden in het Ubroek lag aan de Maas een klein bos, het Slieëneböske, waar wilde waterlelies groeiden. Een groot gedeelte van de Wienkelder is gekapt ten gunste van de aanleg van de jachthaven; het Slieëneböske is opgeofferd aan een waterzuiveringsinstallatie.
Het gebied tussen de twee spoorwegen was eerder een zompig gebied. Dit moeras is gedempt met het puin van in de oorlog kapotgeschoten huizen. Het gebied biedt plaats aan Sportpark 't Saorbrook met voetbalvelden van SV Blerick en tennisvelden. De naam van de kantine verwijst nog naar het moeras: 't Zaorbrook.

## Industrie
In het Ubroek kwam steeds meer industrie. In het westen kwam Groot Boller in de jaren vijftig van de twintigste eeuw, in het noorden het Havengebied in de jaren zeventig en in het oosten kwam Groot Boller II in de jaren negentig. De industriegebieden vallen tegenwoordig onder Venlo Trade Port. Ook ligt in het gebied het Centrum Vakopleiding Venlo.

## Bekende bedrijven
Enkele bekende bedrijven zijn designmeubelbedrijf Leolux en Goossens, Pope & Co. Tot 2005 lag de Frederik Hendrikkazerne in het zuidelijkste puntje van het Ubroek.